# Třída Teresa Magbanua
Třída Teresa Magbanua je třída víceúčelových oceánských hlídkových lodí filipínské pobřežní stráže. Jedná se o derivát japonské třídy Kunigami. Jejich filipínská klasifikace je Multi-role Response Vessels (MRRV). Mezi jeho hlavní úkoly patří hlídkování ve výlučné ekonomické zóně, potírání pašeráctví, pirátství, monitorování životního prostředí nebo mise SAR. Celkem byly objednány dvě jednotky této třídy.

## Stavba
Stavba této třídy je financována půjčkou od japonské vlády. Celkem byly objednány dvě jednotky této třídy. Postavila je japonská loďařská firma Mitsubishi Shipbuilding ve své loděnici v Šimonoseki. Druhá jednotka Melchora Aquino byla na vodu spuštěna 18. listopadu 2021. Přijetí obou plavidel do služby je plánováno na rok 2022.
Jednotky třídy Teresa Magbanua:
| Jméno                           | Spuštěna           | Vstup do služby | Status  |
| ------------------------------- | ------------------ | --------------- | ------- |
| BRP Teresa Magbanua (MRRV-9701) | 26. července 2021  | 6. května 2022  | aktivní |
| BRP Melchora Aquino (MRRV-9702) | 18. listopadu 2021 | 12. června 2022 | aktivní |

## Konstrukce

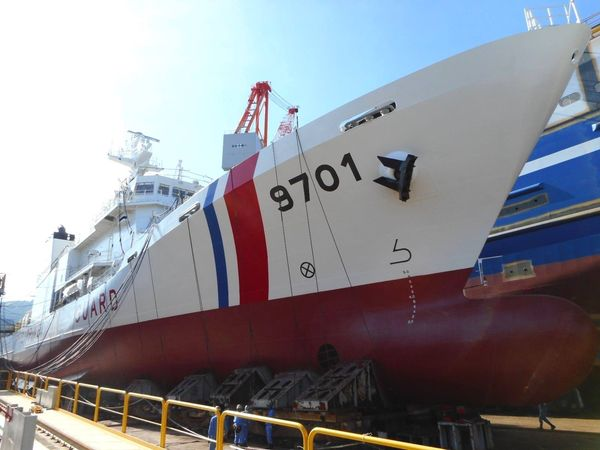
BRP Teresa Magbanua (MRRV-9701) připravena ke spuštěna na vodu

Plavidla mají ocelový trup a nástavby ze slitin hliníku. Jsou vybavena dálkově ovládaným podmořským prostředkem a dvěma rychlými čluny RHIB. Na zádi se nachází přistávací plocha a hangár pro vrtulník. Typicky to bude Airbus H145T2. Manévrovací schopnosti zlepšuje příďové dokormidlovací zařízení. Nejvyšší rychlost dosahuje 24 uzlů. Dosah je 4000 námořních mill při 12 uzlů. Vytrvalost překračuje 15 dní.